# Атлант
А́тлас или Атла́нт (др.-греч. Ἄτλας, в родительном падеже др.-греч. Ἄτλαντος) — в древнегреческой мифологии могучий титан, держащий на плечах небесный свод. Истории об этом персонаже в произведениях античной литературы противоречивы и содержат взаимоисключающие утверждения. По наиболее распространённой версии, участвовал в титаномахии — битве титанов с олимпийскими богами. После поражения Зевс низвергнул титанов в Тартар, а Атланту положил на плечи небесный свод.
Во время выполнения одиннадцатого подвига Геракл на время сменил Атланта. По одному из толкований мифа бремя Атланта представляло собой божественную мудрость, которую тот через Геракла передал людям. В контексте данного понимания роли Атланта, как носителя знаний, образ мифического титана был использован картографом Г. Меркатором. Фламандский географ озаглавил свой труд «Атласом». Впоследствии «атласами» стали называть сборники изображений, которые максимально полно описывают ту или иную тему (атлас звёздного неба, анатомии и так далее).
Ещё по одному мифу, приведённому в диалоге Платона «Критий», сын Посейдона Атлант был первым царём Атлантиды, от которого этот остров и получил своё название. С Атлантом древние эллины связывали Атласские горы, а народ, который проживал в этой области, называли атлантами. Имя данного мифологического персонажа стало эпонимом Атлантического океана.

## Этимология
Существует несколько версий происхождения слова «Атлант». Традиционно лингвисты рассматривают слово Ἄτλας (в родительном падеже Ἄτλαντος), как имеющее праиндоевропейский корень *telh₂- (поддерживать, нести), к которому впоследствии добавили α- и -nt. Роберт Бекес в свою очередь предполагает возникновение слова из догреческого субстрата, то есть наличие его в языке людей, населявших территорию Греции ещё до Микенской цивилизации XVI—XII веков до н. э.
Ещё по одной версии имя титана происходит от древнегреческого слова «τλῆναι» — «терпеть». Версия основана на характерной особенности творчества Вергилия, который часто перед именем древнегреческого мифологического персонажа приводил латинский аналог слова, от которого оно происходит. Для Атланта это «durus» — «твёрдый», «стойкий», «суровый», «терпеливый». Это предположение противоречит другой гипотезе относительно эпитета Атланта в «Энеиде» Вергилия. Данный древнеримский писатель мог читать «Географию» Страбона. В ней приводится местное берберское название самой высокой точки Атласских гор, именуемой греками Атлантом, «Douris», произошедшее от «ádrār» — «гора».

## Мифы
Для мифов об Атланте характерна противоречивость. В античных источниках историю о «держателе неба» описывают с приведением взаимоисключающих утверждений.

### Происхождение. Наказание

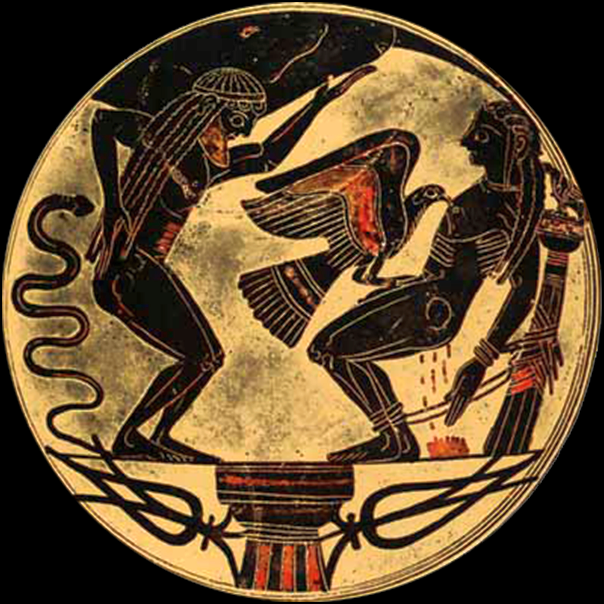
Лаконское блюдо 550-х годов до н. э. на котором изображены покаранные Зевсом Атлант и Прометей

Атлант был, согласно Аполлодору, сыном титана Иапета и дочери Океана Асии, Гесиоду — Иапета и океаниды Климены, а Гигину — богини Земли Геи и Эфира. Титаны, в том числе верховный бог Кронос, были сыновьями земли Геи и неба Урана. Среди детей Атланта античные мифы выделяют Калипсо, Плеяд и Гесперид.
Кроносу было дано предсказание о том, что он погибнет от руки своего ребёнка. Чтобы не искушать судьбу, Кронос проглатывал всех своих детей вскоре после рождения. С помощью земли Геи Рее удалось спасти Зевса. Когда он возмужал, то смог освободить братьев и сестёр из чрева отца.
Между титанами и Зевсом с братьями и сёстрами завязалась битва, получившая название титаномахии. Согласно одним источникам, она началась сразу после освобождения, по другим — спустя некоторое время. В ходе титаномахии олимпийские боги победили, а титаны свергнуты в Тартар. Из участников сражения на земле остался только Атлант, которому Зевс положил на плечи и голову небесный свод.
С функцией Атланта держать небосвод связана его роль своего рода небесной оси. В античном мире изменение карты звёздного неба даже пытались объяснить движениями Атланта. По их мысли, по небесному своду со звёздами ежедневно бежали кони Гелиоса (Солнца). Ночью, без его света, становились видны звёзды. Карта звёздного неба была непостоянной именно за счёт движения Атланта вокруг своей оси.

### Встреча с Персеем

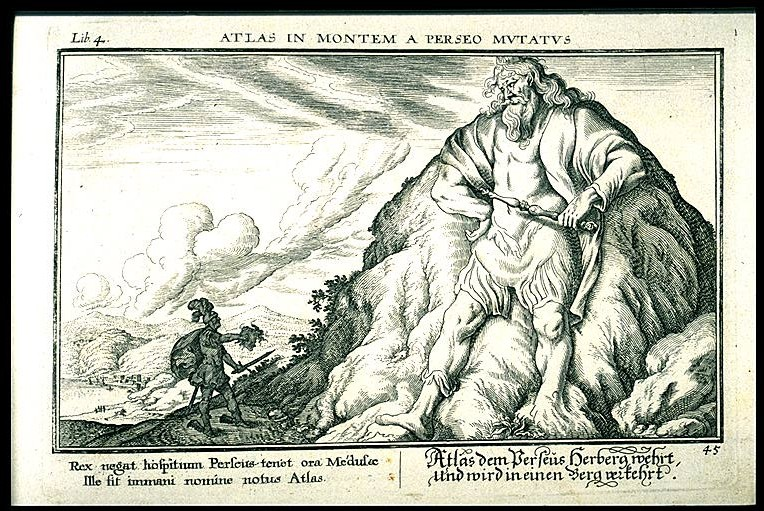
Гравюра Иоганна Вильгельма Баура, на которой изображены Персей и Атлант

Согласно изложенному в «Метаморфозах» Овидия мифу, после победы над Медузой Горгоной Персей попал в царство Атланта. Оно находилось на самом западном краю земли, где «Солнца коням утомлённым вод подставляет простор и усталые оси приемлет». В этом краю росла роща деревьев с золотыми ветвями и плодами. Пифия предсказала царю западного края, что «Время настанет, Атлант, и ограблено золото будет древа, и лучшая часть достанется Зевсову сыну». Помня о пророчестве, Атлант обнёс золотую рощу стеной и поставил сторожем дракона. Более того, он никому из чужеземцев не позволял посещать свои владения.
Персей прибыл к Атланту безо всякой цели грабежа. Он попросил у него лишь гостеприимства и возможности отдохнуть. Атлант, помня о пророчестве пифии, с угрозами потребовал от незваного гостя уходить. Персей, видя, что он значительно уступает великану в силе, достал голову убитой горгоны Медузы и показал Атланту. От этого тот окаменел, волосы с бородой превратились в леса, плечи и руки в горный хребет Атласских гор, а голова стала горной вершиной, на которой «с бездной созвездий своих на нём упокоилось небо».

### Встреча с Гераклом

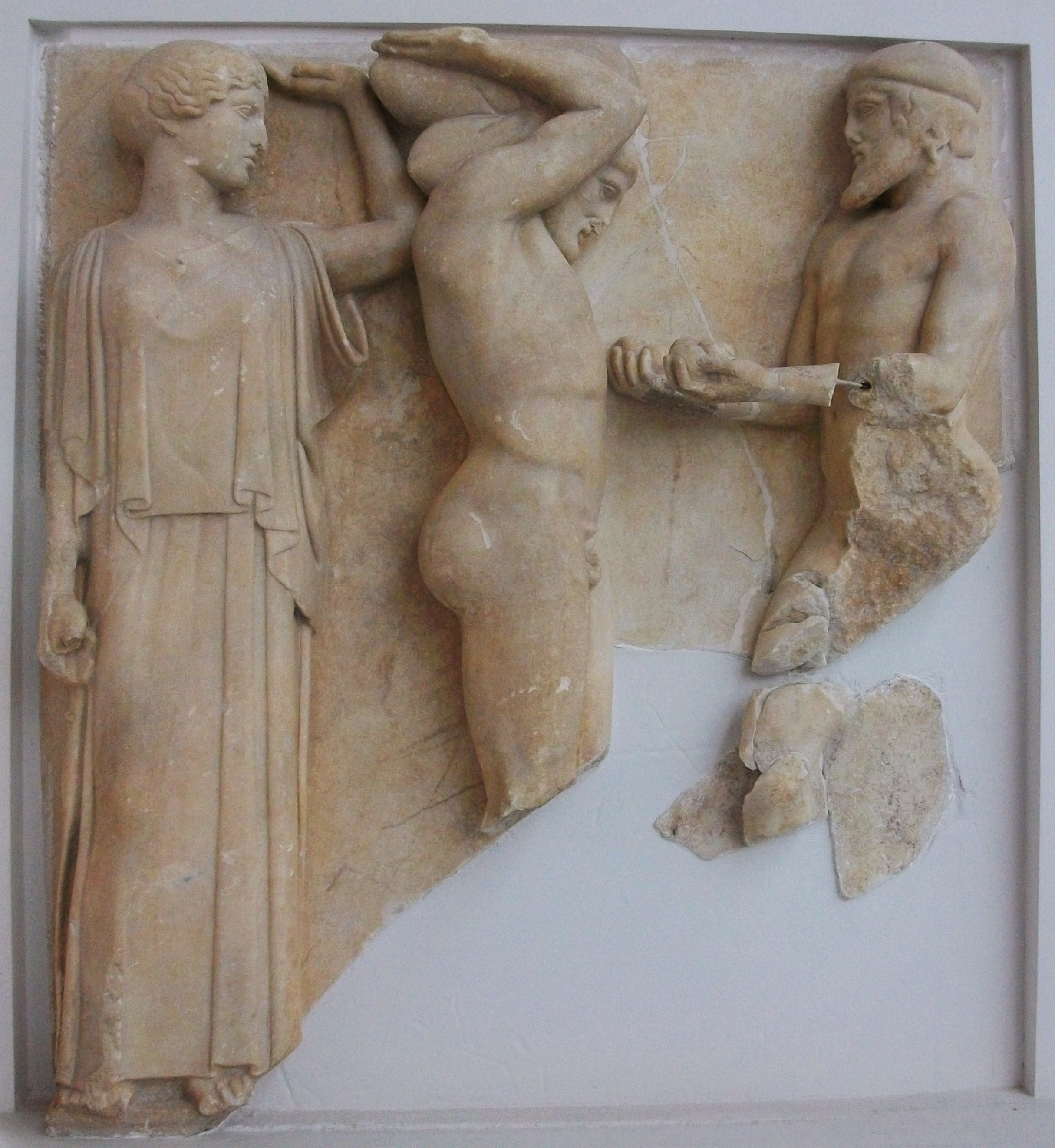
Метопа храма Зевса в Олимпии, на которой изображён Атлант с яблоками Гесперид и Геракл, удерживающий небосвод. Мрамор. Около 460 года до н. э.

Во время выполнения одиннадцатого подвига Гераклу было необходимо принести Еврисфею яблоки Гесперид. Их, по одной из версий, подарила Гере богиня земли Гея во время свадьбы с Зевсом. Невесте подарок понравился, и она поместила его в рощу около горы, на которой стоял Атлант. Когда Гера узнала, что яблоки без спроса срывают дочери Атланта Геспериды, то поставила стражем дракона Ладона. По другой версии, Геспериды сторожили яблоки вместе с драконом. Геракл не знал, где находятся яблоки. Во время долгого путешествия он освободил прикованного к горе Прометея и убил орла, который клевал его печень. В качестве благодарности брат Атланта рассказал Гераклу про сад Гесперид и дал совет, как их заполучить.
Действуя по совету Прометея, Геракл, достигнув Атласских гор, предложил Атланту подержать за него небосвод. За это он просил его достать золотые яблоки. Атлант срезал три яблока. Однако он не захотел вновь брать на себя бремя «держателя неба». Тогда Геракл, также по совету Прометея, попросил на время его сменить, чтобы сделать себе подушку под голову. Атлант положил яблоки на землю и заменил Геракла. Тот в свою очередь забрал их и ушёл, оставив обманутого Атланта и дальше удерживать небосвод.
По другому, позднему, толкованию мифа, история о передаче Атлантом неба Гераклу представляет собой аллегорию. Титан передал сыну Зевса не физический груз, а знания астрономии и мистерий. А сама неподъёмная ноша Атланта представляет божественную мудрость, которая своим грузом не даёт ему расправить плечи. Затем Геракл передал учение о небесной сфере эллинам, за что заслужил от них славу и почёт. Гераклит наиболее ёмко в этом ключе переосмысливает миф об Атланте: «А был он мудрым человеком и первым разведал то, что касается науки о звёздах, предсказывая бури, и перемены <ветров, и восход> звёзд и закаты — вот про него и сочинили, что он в себе самом несёт космос».

### Атлантида
Ещё один миф об Атланте содержится в диалоге Платона «Критий». Это сочинение стало основой рождения представления об Атлантиде — острове, населённом атлантами и затонувшем после сильного землетрясения. Когда боги разделили между собой землю, то Греция досталась Афине, а Атлантида — Посейдону. У Посейдона и Клейто родилось пять пар близнецов, между которыми он и разделил остров. По имени самого старшего Атланта были названы как сам остров и люди, его населявшие, так и море, в котором он находился.

### Другие мифы
Согласно Дионисию Галикарнасскому, Атлант был первым царём Аркадии, а Павсанию жителем беотийского Полоса.

## В географии и науке

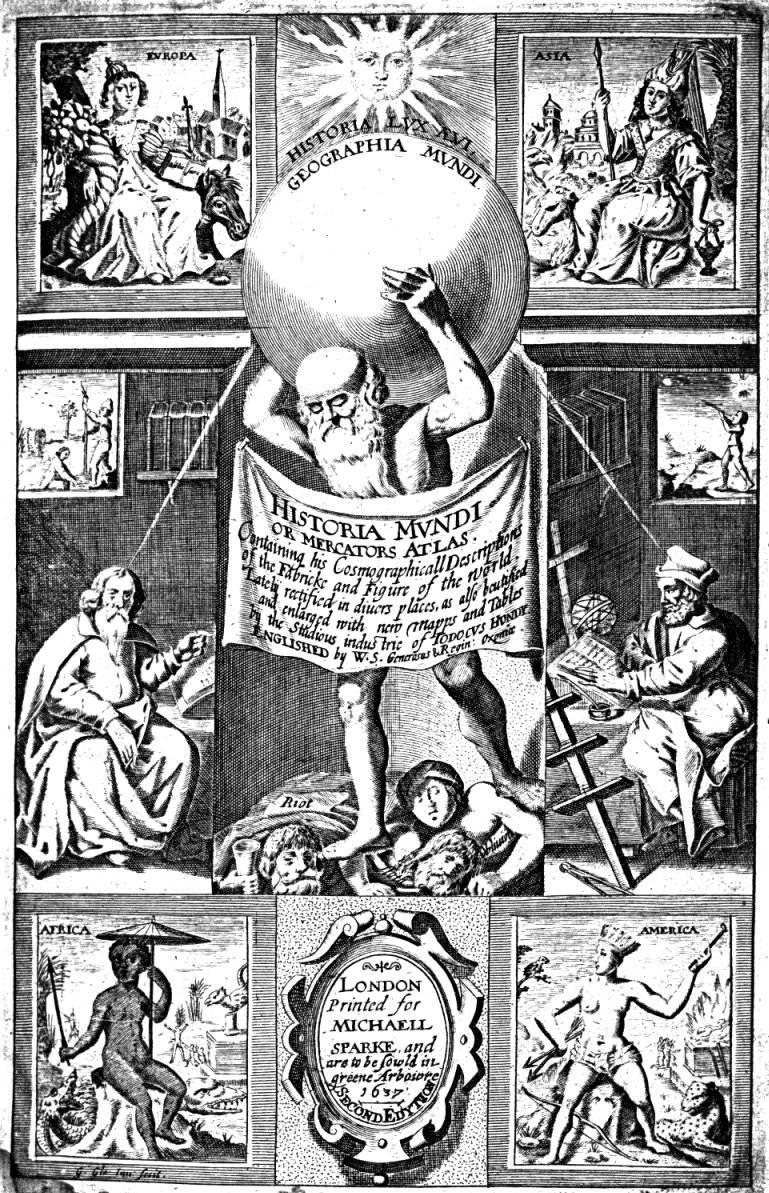
Первая страница атласа Меркатора 1637 года

С Атлантом древние греки связывали Атласские горы, а местные племена называли атлантами. Название «Атлантический океан» впервые встречается в V веке до н. э. в трудах древнегреческого историка Геродота, который писал, что «море со столбами Геракла называется Атланти́с (др.-греч. Ἀτλαντίς — Атлантида)». У римского учёного Плиния Старшего в I веке употребляется современное название Океанус Атлантикус (лат. Oceanus Atlanticus) — «Атлантический океан». В разное время отдельные части океана называли Западный океан, Северное море, Внешнее море. Лишь с середины XVII века название Атлантический океан начало использоваться в современном значении, причём в первых учебных атласах мира на русском языке (1737, 1757) использовалось именно второе название, и только в XIX в. русскоязычная номенклатура постепенно пришла в современный вид.
Образ Атланта нашёл отображение в науке. Позднее толкование мифа о встрече с Гераклом представляло титана хранителем мудрости, аллегорически изображаемой в виде громадного шара. Впервые изображение Атланта поместил на сборник карт в 1570 году картограф Антонио Лафрери. В 1578 году картограф Герард Меркатор озаглавил свой труд «Атлас», поместив Атланта на его первую страницу. Впоследствии термин «атлас» распространился и на другие сферы науки. Им стали называть сборники изображений (атлас анатомии, атлас звёздного неба и др.), максимально полно описывающие ту или иную тему.
Имя Атланта получил первый шейный позвонок, который удерживает голову. Именем этого мифологического персонажа названы лунный кратер, 15-й спутник Сатурна, а также группа ракет-носителей для запуска спутников.

## В культуре

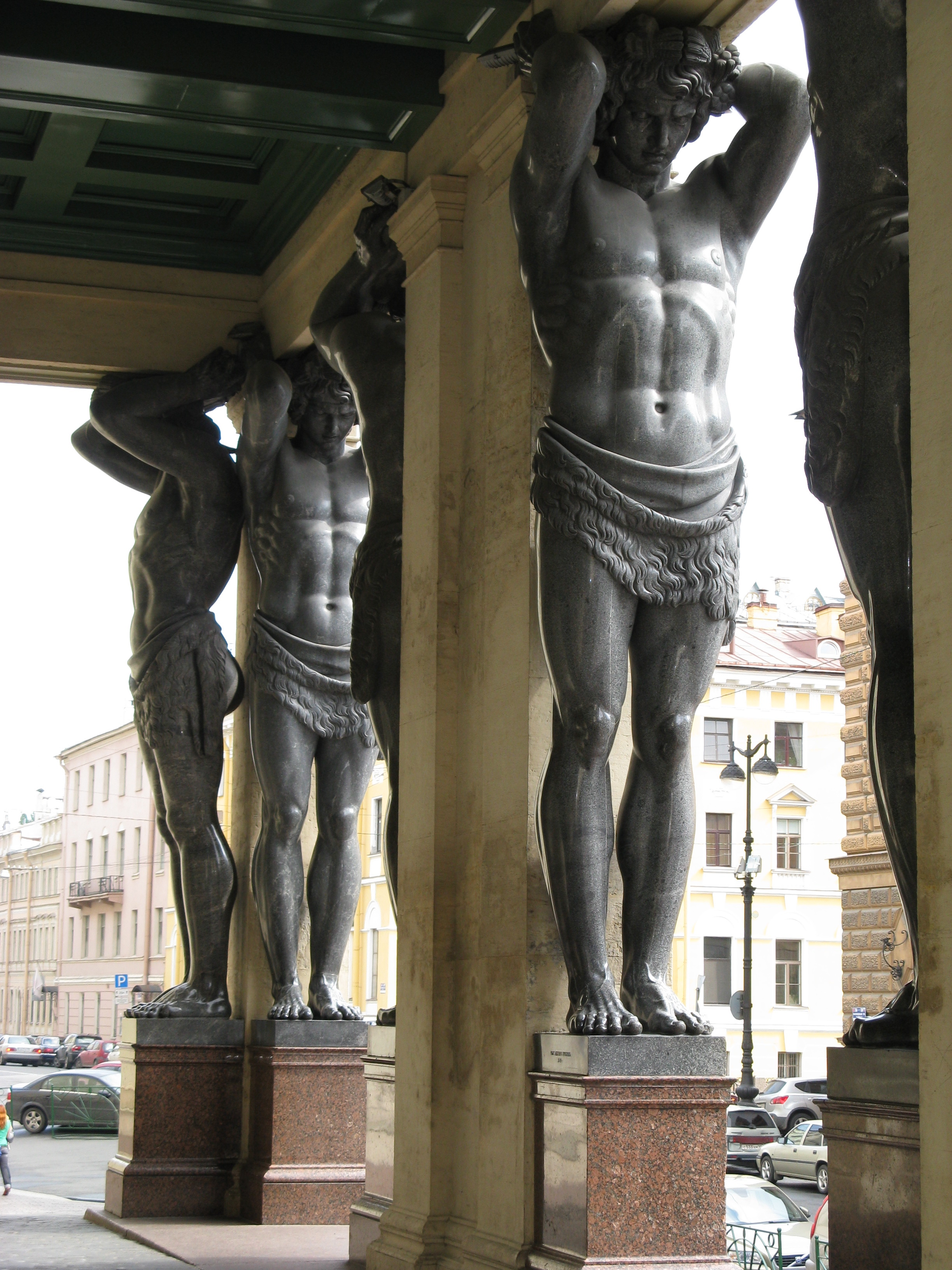
Атланты портика здания Нового Эрмитажа в Санкт-Петербурге. 1849. А. И. Теребенёв по проекту Л. фон Кленце

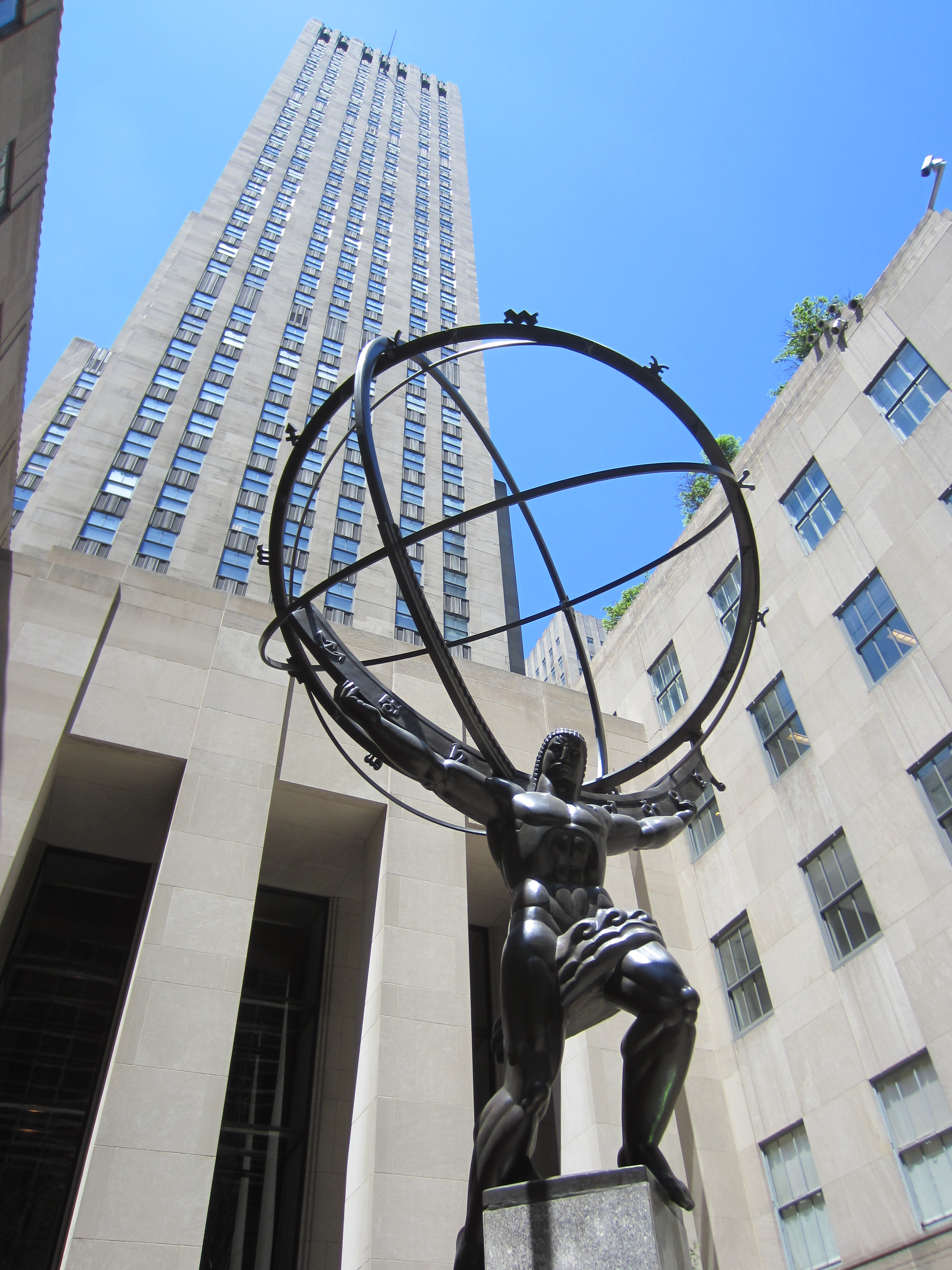
Статуя Атланта около Рокфеллеровского центра

Наибольшее распространение образ Атланта нашёл в архитектуре. Скульптуры «атланты» представляют фигуры мужчин, которые выполняют декоративную либо функциональную роль в поддержке перекрытия здания, балкона, карниза, проч. Может находиться на месте колонны либо пилястры.
Из античных скульптур Атланта до наших дней дошли «Фарнезский Атлант», экспонируемый ныне в Национальном археологическом музее Неаполя, статуя в храме Зевса в Агридженто на Сицилии, а также изображение на метопе храма Зевса в Олимпии на которой отображён миф о встрече с Гераклом.
Изображения Атланта в разных ипостасях использовали художники и скульпторы Ренессанса. Так на гравюре Франческо ди Джорджо Атлант изображён астрологом, который влияет на расположение звёзд. Данная трактовка роли этого персонажа древнегреческой мифологии нашла отображение в его помещением на титульную страницу «Предсказаний Мишеля Нострадамуса» 1568 года.
Эразм Роттердамский в своём труде «Adages» использовал образ Атланта для описания тяжести власти. Император Карл V при передаче власти сыну Филиппу представлял этот процесс метафорически, используя историю о том, как уставший «Атлант» Карл возлагает груз власти на плечи молодого «Геракла»-Филиппа. Эта официально пропагандируемая идея была отчеканена на серии медалей.
В Новое время Атланта стали помещать на банкноты. Античный персонаж присутствовал на купюрах Австрии и Бельгии
В Новейшее время образ Атланта стал восприниматься в качестве человека, который взвалил на себя громадный груз. В этом контексте рядом с Рокфеллеровским центром в 1937 году была установлена гигантская статуя Атланта. Этот же образ дал название роману Айн Рэнд «Атлант расправил плечи» (1957): в диалоге между двумя из главных героев романа, промышленниками Франсиско д’Анкониа и Хэнком Риарденом, первый спрашивает: «Скажите, если бы вы увидели Атланта, гиганта, удерживающего на своих плечах мир, если бы увидели, что по его напряжённой груди струится кровь, колени подгибаются, руки дрожат, из последних сил тщась удержать этот мир в небесах, и чем больше его усилие, тем тяжелее мир давит на его плечи, что бы вы велели ему сделать?», и сам же отвечает: «Расправь плечи»; по мысли Айн Рэнд, подобные люди в современном мире и занимают место Атланта.
Атлант — главный герой игры Rock of Ages 2. В попытках положить мир обратно на свои плечи, он перепутал земной шар с валуном Сизифа, а позже упал с камнем на Землю, где скрывался от Господа (причём срисованного с фрески «Сотворение Адама»). В конечном итоге, Господь возвращает земной шар на плечи Атланта, но уже как навершие «Кубка Мира», который тот заслужил, одержав победу над Богом в настольном футболе.